# Prospero Moisè Loria
Prospero Moisè Loria (Mantova, 7 aprile 1814 – Milano, 28 ottobre 1892) è stato un imprenditore e filantropo italiano, il cui nome è legato alla Società Umanitaria di Milano da lui promossa.

## Biografia
Quarto di sei figli del commerciante Leon Donato Loria (Mantova, 1756-1818) e della sua seconda moglie Zeffora Ariani (Mantova, 1786-...), nasce nel ghetto ebraico di Mantova e più precisamente nella casa al 2945 di contrada del Tubo, l'odierna via Bertani.

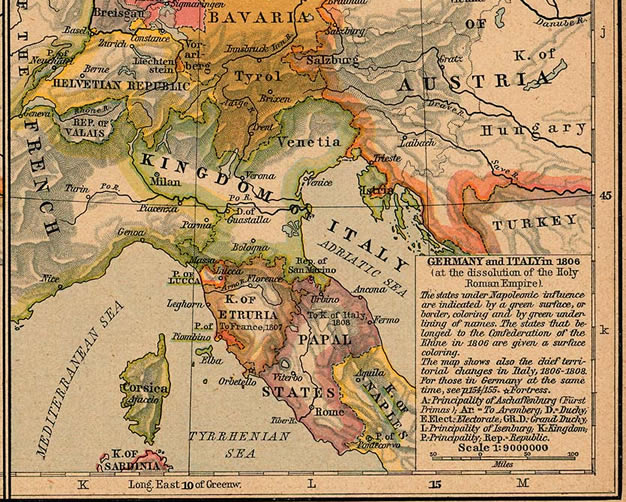
Il Regno d'Italia napoleonico nel 1807, quando includeva anche l'Istria e la Dalmazia.

In quei giorni, proprio a Mantova, si concluse la capitolazione del Regno d'Italia e del dominio napoleonico. Il 23 aprile 1814, nel castello di Schiarino-Rizzino, il viceré Eugenio di Beauharnais firma la convenzione di Mantova che sancì la cessione provvisoria del Regno d'Italia all'Austria.
L'infanzia e la prima giovinezza si svolge nel Ghetto, vivendone quotidianamente il tipico fervore commerciale. La sua educazione scolastica non è fondata tanto sulla frequenza di scuole o università, quanto sulle sue capacità autodidattiche. In seguito Andrea Verga, suo amico e medico personale, lo descriverà
(Civiche raccolte storiche del Comune di Milano. Archivio Verga)

### La maggiore età e i primi successi imprenditoriali
Dopo aver ottenuto nel 1836 dal tribunale di Mantova, con il fratello Vita Pace, la dispensa formale dalla "minorile età", assieme agli altri due fratelli maggiorenni Angelo Benedetto e Israel Jacob, presentano istanza presso lo stesso tribunale affinché venga loro liquidata la spettante quota dell'eredità paterna. Il padre, infatti, aveva depositato le sue ultime volontà, presso il notaio Pelosi in Mantova, un mese prima della sua dipartita a causa di una malattia avvenuta il 20 aprile 1818. Con quest'ultimo atto, lasciava ai suoi sei figli l'intero patrimonio diviso in parti uguali, riservando alla moglie l'usufrutto dei beni e una somma in denaro pari a 30.000 lire di Mantova, salvo avesse contratto nuovo matrimonio nel qual caso sarebbe stata liquidata con 60.000 lire di Mantova.
La suddivisione dell'eredità fra la madre e i figli risulta essere di non facile gestione, tanto da portare il terzo dei fratelli - David Vita - a chiedere l'intervento del tribunale per la definizione delle relative quote spettanti ad ognuno.
Nel frattempo Prospero Moisè, che ha già deciso di lasciare Mantova, ottiene un anticipo sulla sua quota di eredità, concordando inoltre con i due fratelli maggiori di cedere loro la propria quota ereditaria. Si giunge così nell'estate del 1837 alla liquidazione di 11.000 lire austriache "in valuta d'oro e d'argento al corso", che consentono al ventitreenne di trasferirsi a Trieste.

### L'esperienza a Trieste e la partenza per l'Egitto

Mappa del 1794

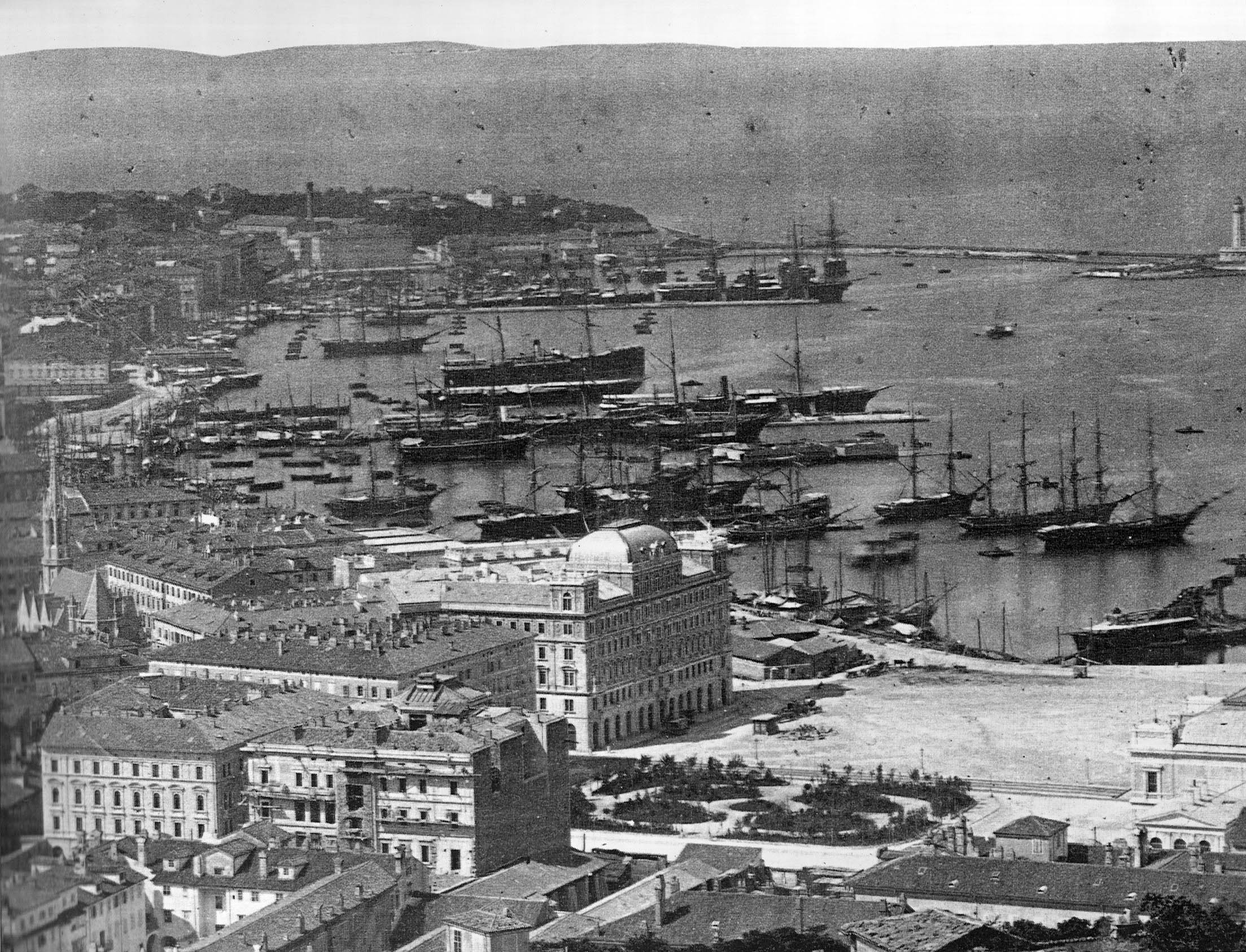
Trieste nel 1885

Trieste era una città di frontiera, cosmopolita e progressista, che già nel 1810 aveva proclamato l'uguaglianza civile e religiosa per tutti i cittadini senza alcuna discriminazione in base alla religione o alle origini etniche. Sotto il dominio francese era stato infatti concesso a rappresentanti della comunità ebraica locale (così come a cattolici, greco-orientali, greco-illirici, calvinisti) di accedere a pieno titolo negli organi di governo della città, possedere fondi, stipulare e registrare regolari atti di compravendita immobiliare.
A Trieste si dedicherà al commercio di legname, attività che incrementerà con l'arrivo nel 1842 del fratello Salomon Aron, scappato da Mantova in seguito agli scontri fra cattolici e israeliti che lo videro coinvolto in alcuni fatti di cronaca.
Col passare degli anni i fratelli Loria affinano le loro capacità commerciali e si rendono conto di come il porto di Trieste vada assumendo sempre maggiore importanza nelle rotte verso l'oriente, e in particolare verso Alessandria d'Egitto. Vengono istituiti collegamenti periodici con partenza da Trieste per Alessandria, e da lì Suez, India, Cina e Australia.
Prima della costruzione del canale alcuni trasporti venivano effettuati sulla direttrice dello stesso, scaricando le navi e trasportando le merci via terra dal Mediterraneo al Mar Rosso (o viceversa), dove venivano reimbarcate.

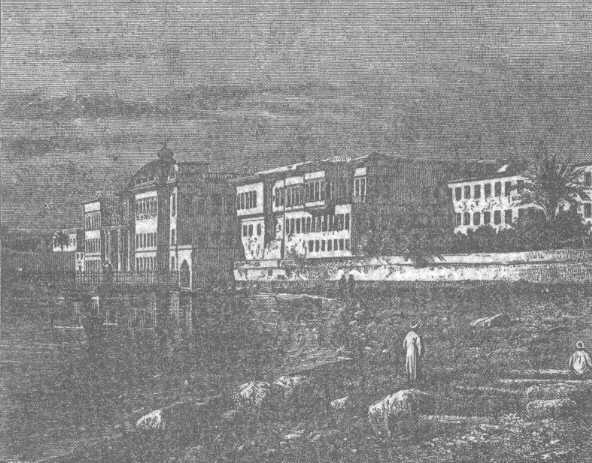
Il palazzo del chedivè, fine XIX secolo

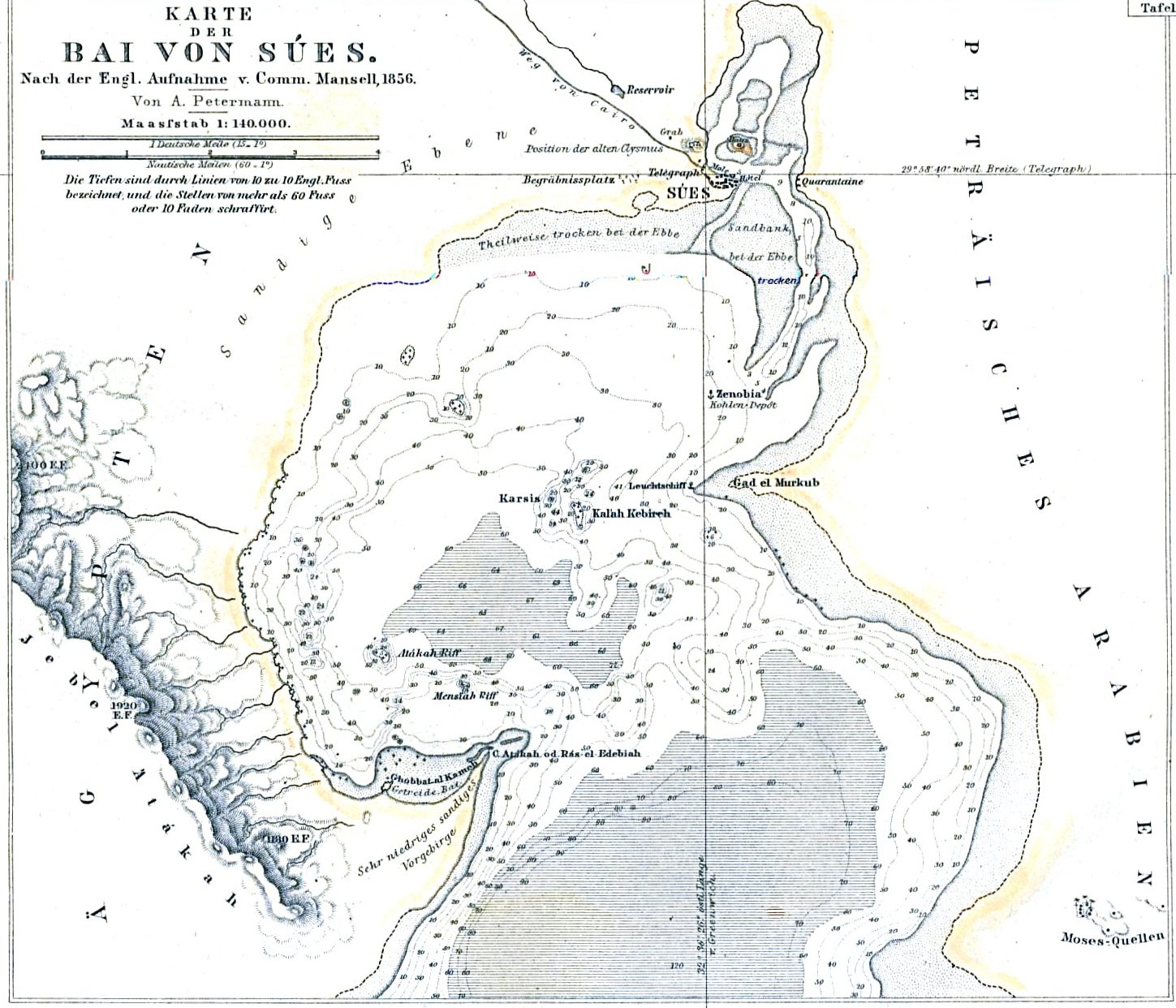
Suez su una mappa del 1856

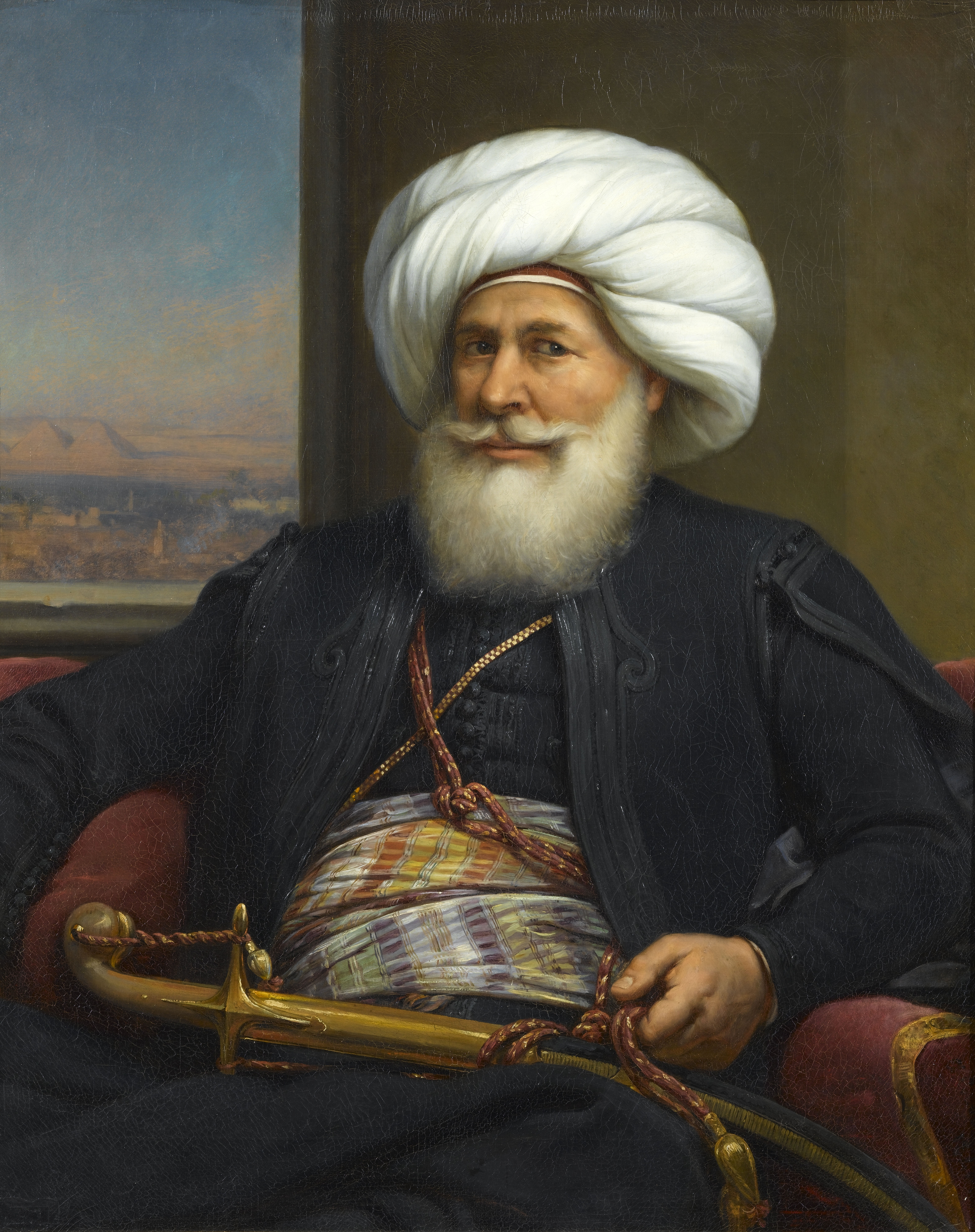
Mohammed 'Ali Pascià o Mehmet Ali

I fratelli Loria decidono di ampliare le loro prospettive commerciali, intuendo che il processo di modernizzazione avviato dall'Egitto non potrà che portare nuove opportunità di ricchezza a chi le saprà cogliere: costruzione delle prime ferrovie, progetto per l'apertura del canale, costruzione di nuovi palazzi e migliorie degli esistenti. Salomon Aron resta a Trieste mentre Prospero Moisè si imbarca per Alessandria d'Egitto. Forte delle sue esperienze precedenti, riuscì a conquistare la fiducia del viceré d'Egitto Mehmet Ali, tanto da diventare il fornitore esclusivo del legname occorrente per la costruzione e ristrutturazione dei palazzi, ma soprattutto per la costruzione delle ferrovie egiziane, che unite ai trasporti via mare permettevano di accorciare drasticamente i tempi di percorrenza per l'India. Infatti se per percorrere Londra-Bombay via mare erano necessari 120 giorni, sfruttando il percorso egiziano si poteva raggiungere lo stesso traguardo in soli 30 giorni.
Dopo qualche anno di intense attività commerciali, e con gli affari che procedevano al meglio, la relazione fra i due fratelli giunge ad un punto di rottura per motivi mai chiariti esplicitamente. Prospero Moisè rientra a Trieste e il 1º luglio 1854 i due fratelli definiscono, con la stipula di un atto formale (rogitato poi il 5 ottobre 1854 presso lo studio del notaio Bertolino in Mantova), la loro definitiva "separazione".

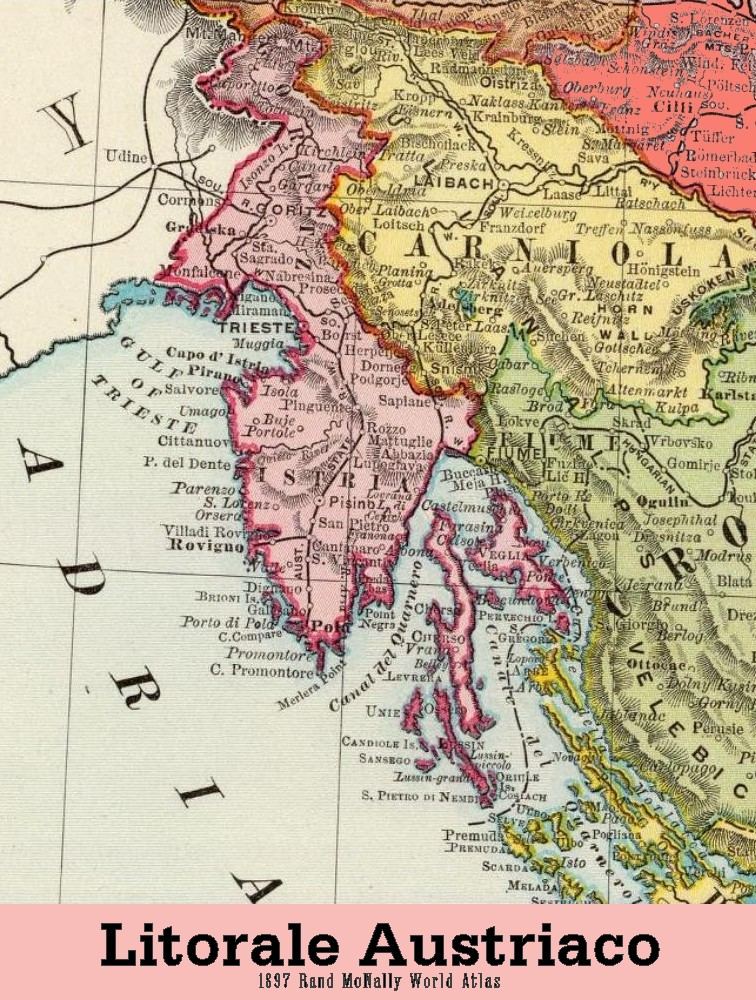
Il Litorale Austriaco

Prospero Moisè, con la mediazione di agenti e fiduciari, continua i suoi investimenti nella città di Trieste. Investimenti che riguardano essenzialmente proprietà immobiliari e fondiarie che, oltre ad avere carattere speculativo avranno poi destinazioni filantropiche, tanto che nel 1878, con una parte dei suoi possedimenti terrieri, finanzia la nascita della Pia Fondazione P.M. Loria di Trieste. Questa fondazione, il cui obiettivo deve essere quello di «incoraggiare, mediante premi, gl'Israeliti [del] Litorale austriaco, e del Regno d'Italia, a dedicarsi alla carriera marinaresca» deve finanziarsi con la rendita derivante dalla proprietà fondiaria appositamente trasferita dal Loria alla Comunità Israelitica di Trieste.

### Il rientro in Italia
Tornato in Italia per trascorrere la vecchiaia, Moisè Loria si stabilì a Milano nell'attuale via Manzoni, dove ideò e promosse la costituzione di una "Società Umanitaria" allo scopo di creare una organizzazione atta a promuovere la capacità dei lavoratori di migliorare le proprie condizioni economiche attraverso la formazione professionale, l'istruzione e le forme cooperative, secondo un modello di tipo mazziniano.
Massone, il 4 maggio 1868 sottoscrisse l'atto di fusione del Rito Simbolico Italiano di Milano con il Grande Oriente d'Italia.
Nel 1891 offrì al Comune di Milano una rendita annua affinché promuovesse una Casa del Lavoro, ma la proposta fu respinta dal consiglio comunale. Loria destinò quindi per testamento il suo patrimonio di circa dieci milioni di lire -cifra astronomica per l'epoca, pari a circa 31 milioni di euro di oggi- alla costituenda Società Umanitaria, che venne difatti istituita nel 1893, un anno dopo la sua morte.
Le sue ceneri sono sepolte nel settore ebraico del Cimitero Monumentale di Milano dietro il padiglione centrale; a lui la città di Milano ha intitolato la via Moisè Loria che collega la via Egadi con la via Solari e che percorre un lato del Primo quartiere popolare della Società Umanitaria, realizzato dalla Società Umanitaria nel 1906.